# Sekundyn
Sekundyn – imię męskie pochodzące od łac. imienia Secundus, czyli "drugi", utworzone przy użyciu przyrostka -inus, oznaczającego przynależność, pochodzenie lub zdrabniającego. 
Sekundyn imieniny obchodzi:
- 11 lutego, jako wspomnienie św. Sekundyna, czczonego w Kapui, oraz św. Sekundyna z Ekany,
- 20 kwietnia, jako wspomnienie św. Sekundyna, męczennika z Kordoby[1],
- 13 sierpnia, jako wspomnienie bł. Sekundyna Marii Ortegi Garcii z towarzyszami[2],
- 27 listopada, jako wspomnienie św. Sekundyna, ucznia i pomocnika św. Patryka[1].

Zobacz też:
- Saint-Secondin